# Nova Iguaçu
Nova Iguaçu je brazilské město ve státě Rio de Janeiro. Rozloha činí 521,2 km², počet obyvatel je přibližně 786 tisíc. Město bylo založeno 15. ledna 1833. Za svůj název vděčí malé řece Iguaçu, která protéká městem a odtéká do zálivu Guanabara. Mezi významné památky patří kaple Panny Marie, matky Boží, San Bernardino Estate nebo Skate Plaza.

## Hymna
Autor: Paulo Costa Navega a Tereza Stela Pinheiro Lopes
| „ | Text v portugalštině Nova Iguaçu! Nova Iguaçu! Terra linda, encantadora, Desde os tempos de outrora, Dos meus velhos ancestrais; Tens uma história Cheia de belezas mil; O encanto fluminense E o orgulho do Brasil. A Maxambomba! Dos engenhos do passado, Nova Iguaçu! Dos dourados laranjais, Hoje feliz, com teu rico alvorecer, Com teu progresso e beleza Fiz consulta à natureza És grande, desde o nascer. | “ |

| „ | Text ve španělštině Nova Iguaçu! Nova Iguáçu! Tierra linda, encantadora, Desde los viejos tiempos De mis viejos ancestros; Tienes una historia Llena de mil bellezas; El encanto de Río de Janeiro Y el orgullo de Brasil. Maxambomba! De los Ingenios del pasado, Nova Iguaçu! De los dorados naranjales, Hoy feliz, con tu rica alborada, Con tu progreso y belleza Consulté a la naturaleza Eres grande, desde tu nacimiento. | “ |